# マウンテン・ア・ゴーゴー
「マウンテン・ア・ゴーゴー」は、キャプテンストライダムの楽曲。2003年9月25日に風待レコードより1作目のシングルとして発売された。

## 解説
松本隆主宰のレーベル「風待レコード」第一号として発売。2003年8月8日に店舗限定で発売、その後上記の発売日に全国へ流通された。
発売の前年の冬、表題曲は松本隆の選曲ですでにラジオでオンエアされていた。当初、メンバーは永友の家で鍋をつつきながら番組が始まるのを待っていたが、番組開始時間が迫るとともに次第に無言となっていき、最終的に正座してオンエアを聴いていたという。
レコーディングの2日前、ドラムス担当の菊住が乗用車を運転中に原付バイクに追突される。翌日痺れが残っていたため病院に行くと、ドクターストップがかかった。それでも「デビュー曲に参加できないのはまずい」と、レコーディングは首にコルセットを巻いて行ったという。

## 収録曲
| 全作詞・作曲: 永友聖也、全編曲: キャプテンストライダム。 |                                                |          |            |      |
| #                                                        | タイトル                                       | 作詞     | 作曲・編曲 | 時間 |
| 1.                                                       | 「マウンテン・ア・ゴーゴー」                   | 永友聖也 | 永友聖也   | 4:17 |
| 2.                                                       | 「森はサンデー」                               | 永友聖也 | 永友聖也   | 3:37 |
| 3.                                                       | 「おばけナイターのテーマ -SHINJUKU JAM LIVE-」 | 永友聖也 | 永友聖也   | 3:33 |
| 合計時間:                                                | 合計時間:                                      | 11:27    |            |      |

## 曲の解説
1. マウンテン・ア・ゴーゴー
永友がダイオキシン分析業務をしていた時代に出来た楽曲[3]。仮タイトルは「浅草テクノポリス」[4][5]で、自主制作盤『ノーテンフラワー』のリード曲としても収録されていて、風待レコードとの出逢いのきっかけとなった楽曲。
冒頭に入っているシャウトは、ボーカル録りで興奮した永友によるもので、梅田曰く「あまりにもクレイジーで素晴しかったから冒頭に入れた。」とのこと[6]。
歌詞に元広島カープの外国人選手ランスが登場する[7]。なお、このランスが登場する件は仮詞として入れていたもの[5]。
後に発売される「マウンテン・ア・ゴーゴー・ツー」は歌詞違いで、アレンジはほとんど同じである。
2. 森はサンデー
歌詞は『ゲゲゲの鬼太郎』のエピソードのひとつ「さら小僧」から取ったもの[5]。
収録曲の中で唯一『ベストロリー』に収録されていない楽曲。
3. おばけナイターのテーマ -SHINJUKU JAM LIVE-
現在では恒例となっているバンド主催のイベント「おばけナイター」のテーマソング[4]。
本曲はスタジオ録音されておらず、ライブ音源しか存在しない。

## 収録アルバム
マウンテン・ア・ゴーゴー
- ノーテンフラワー
- ブッコロリー
- ベストロリー

森はサンデー
- ブッコロリー

おばけナイターのテーマ -SHINJUKU JAM LIVE-
- ベストロリー

## ライブ映像作品
マウンテン・ア・ゴーゴー
- キミトベ（特典DVD）
- BAN BAN BAN（特典DVD）
- LIVE IN SHIBUKO "BIG BAN BUZZ"

森はサンデー
- BAN BAN BAN（特典DVD）

おばけナイターのテーマ
- キミトベ（特典DVD）